# 4 브라더스
《4 브라더스》(영어: Four Brothers)는 2005년 공개된 미국의 액션 영화이다. 감독은 존 싱글턴이며, 마크 월버그, 타이리스 깁슨, 안드레이 3000, 개릿 헤들런드 등이 출연했다. 디트로이트와 해밀턴에서 촬영되었다.

## 줄거리
미시간주 하일랜드파크에서 입양모 에벌린이 편의점 강도에 휘말려 살해되자 성인이 된 아들 넷은 이를 계획 범죄로 의심하고 복수에 돌입한다. 

## 출연
- 마크 월버그 - 보비 머서 역
- 타이리스 깁슨 - 에인절 머서 역
- 안드레이 벤저민 - 제러마이아 머서 역
- 개릿 헤들런드 - 잭 머서 역
- 테런스 하워드 - 그린 경위 역
- 조시 찰스 - 파울러 형사 역
- 소피아 베르가라 - 소피 역
- 피눌라 플래너건 - 에벌린 머서 역
- 추이텔 에지오포 - 빅터 스위트 역
- 터라지 P. 헨슨 - 커밀 머서 역
- 배리 셔바카 헨리 - 시의원 더글러스 역
- 저나드 버크스 - 에번 역
- 케네스 웰시 - 로버트 브래드퍼드 역
- 리릭 벤트 - 데이미언 역
- 애덤 비치 - 서장 역

## 기타 제작진
- 공동 제작: 에릭 하우점
- 배역: 킴벌리 R. 하딘, 로빈 D. 쿡
- 미술: 키스 브라이언 번스
- 의상: 루스 E. 카터